# Vigilant (Schiff, 1996)
Die Vigilant ist ein hochseetaugliches Patrouillenboot (Offshore Patrol Vessel, OPV) und war bis 2014 das Flaggschiff der Küstenwache von Mauritius.
Von der Größe und dem Einsatzspektrum her könnte die Vigilant auch als Korvette eingeordnet werden. Die Bezeichnung und Klassierung als OPV geht aber auf den konzeptuellen Entwurf als leichtes und vielseitig einsetzbares Schiff sowie der Tatsache, dass Mauritius offiziell kein Militär hat, zurück.
Das Design stammt von Polar Design Associates Ltd. (Naval Architects & Marine Engineers), gebaut wurde die Vigilant unter Aufsicht eines Teams der Western Canada Marine Group (WCMG) in der chilenischen Werft ASMAR in Talcahuano.
Kurz nach der Indienststellung machten sich Mängel beim Antrieb bemerkbar. Diese wurden Ende der 1990er Jahre durch eine indische Werft behoben, wobei sich die Maximalgeschwindigkeit auf 18 Knoten verminderte.

## Aufgaben und Ausrüstung
Die Vigilant wird in erster Linie für die Überwachung sowie für Such- und Rettungsaufgaben in den Gewässern rund um Mauritius eingesetzt. Dafür ist sie mit umfangreichem Rettungsmaterial und einem Helikopter ausgerüstet.